# Cimitero di Rifredi
Il cimitero di Rifredi si trova tra via Panciatichi e via delle Tre Pietre a Firenze.

## Storie e descrizione
Si tratta di uno dei cimiteri comunali della città, fondato nel 1893 e gestito dalla sezione locale della Confraternita della misericordia. La sepoltura nel piccolo cimitero è riservata ai fratelli della Confraternita e ai parrocchiani di Santo Stefano in Pane e di Santa Maria Regina della Pace.
Tra le sepolture di spicco ci sono quelle di Ringo De Palma, batterista italiano già membro dei Litfiba e dei CCCP Fedeli alla linea. Non si trovano più qui la tomba di Giorgio La Pira, trasferita nella chiesa di San Marco (ma ancora ricordata da una lapide), né quella di don Giulio Facibeni, trasferita nel 2017 nella cappella dell'Opera della Divina Provvidenza Madonnina del Grappa in via Santo Stefano in Pane.
Una cappella ospita i resti dei partigiani morti durante la liberazione di Firenze nell'agosto 1944.  
Tra le tombe di pregio artistico si distingue quella di Silio Moggi di Ferdinando Vichi (1921-1922).